# Gustav Hugo
Gustav Conrad von Hugo (Lörrach, 1764 – Gottinga, 1844) è stato un giurista tedesco.

## Biografia
Ottenuto il dottorato all'università di Halle nel 1788, lo stesso anno divenne docente di diritto all'università di Gottinga.
Fu uno dei fondatori della scuola storica del diritto, che si basava sulla concezione del diritto come un frutto della coscienza popolare: il movimento risultava contrario all’opera codificatoria operata in quegli anni precedentemente da Napoleone. 
Fu autore di molti trattati giuridici, ma anche di edizioni pregiate di Eneo Domizio Ulpiano (1788) e Giulio Paolo (1796) e dello studio Il diritto civile prima di Giustiniano (1815).
Collaborò attivamente con giuristi quali Friedrich Carl von Savigny e Barthold Georg Niebuhr.